# Ghowr (província)
Ghowr ou Ghowr ou Ghor (Persa: غور) é uma província do Afeganistão. Sua capital é a cidade de Chaghcharan.

## Distritos
| Distrito         | Capital | População | Área | Notas                                  |
| ---------------- | ------- | --------- | ---- | -------------------------------------- |
| Chaghcharan      |         |           |      | Subdividida em 2005                    |
| Marghab District |         |           |      |                                        |
| Charsada         |         |           |      | Criado em 2005 a partir de Chaghcharan |
| Dawlat Yar       |         |           |      | Criado em 2005 a partir de Chaghcharan |
| Du Layna         |         |           |      | Criado em 2005 a partir de Chaghcharan |
| Lal Wa Sarjangal |         |           |      |                                        |
| Pasaband         |         |           |      |                                        |
| Saghar           |         |           |      |                                        |
| Shahrak          |         |           |      |                                        |
| Taywara          |         |           |      |                                        |
| Tulak            |         |           |      |                                        |